# 驚嚇陰屍路 (第八季)
第八季（英語：Fear the Walking Dead Season 8）從2023年5月14日起在美國AMC頻道首播，由羅伯特·柯克曼和戴夫·埃利克森共同開發，並作為柯克曼創作的知名電視劇集《陰屍路》的外傳和首部衍生劇集。第八季作為本劇最終季，將會有分為兩部分的12集進行收尾，並繼續由前四季的安德魯·查布里斯和伊恩·高德堡第五次也是最後一次擔任節目統籌。
第八季延續上一季結尾，但會有長達七年的時間跳躍。主要講述摩根在內的倖存者們加入由神秘領導層監管的避風港的大集體中，卻也被迫服從對方的規矩、與心愛的孩子們分開、一舉一動都備受監視。最後經由久別的麥蒂森·克拉克的帶領下，最終推翻領導層而恢復原有的樣貌，但麥蒂森昔日的死敵卻在這時捲土重來，使麥蒂森開始認識到自己的理念最終會帶來的利弊。

## 演員
本季中大部分主要與常設角色都會附有一個代號，並都是以不同鳥的種類來命名，而另一些角色是假名來自稱。

### 主要演員
- 蘭尼·詹姆斯 飾演 摩根·瓊斯／「夜鶯」（英语：Morgan Jones (The Walking Dead)）：一名善用合氣道棍術的倖存者，盡自己所能帶領隊伍突破重圍，連續經歷多次精神傷害與巨大挫折卻依然屹立不倒，這次繼續帶領隊伍扳倒、營救同伴與家人，同時在此過程中重拾曾經被他拋棄的自我。
- 金·迪肯斯 飾演 麥蒂森·克拉克／「百靈」（英语：Madison Clark）：前洛杉磯高中輔導主任（英语：School counselor），艾莉西亞的母親，本應在棒球場大火中喪命卻奇跡倖存，如今淪為的囚徒，且因肺受損而必須時常佩戴氧氣設備。多年來活在陰影之中，直到受摩根父女的影響才決定重拾曾經的理念、勇敢奮鬥下去。
- 科曼·多明戈（英语：Colman Domingo） 飾演 維克多·史特蘭／「安東」（英语：Victor Strand (character)）：一名唯利是圖、見風轉舵的前富商，七年前本是在核污染地帶掌管綠洲「塔樓」的獨裁者。直到塔樓毀滅後被艾莉西亞拯救並給予新的機會，從而使他洗心革面，化名「安東」而加入一群德裔倖存者的社區中彌補罪過。
- 達娜·加史亞（英语：Danay García） 飾演 露西亞娜·「露西」·蓋維茲／「北極熊」（Luciana "Lucy" Galvez / "Polar Bear"）：一名來自墨西哥蒂華納淪陷社區的倖存者，非常獨立堅強、是麥蒂森的已故兒子尼克的前女友。精通煉油的她協助的石油工程長達七年，因而與過去的同伴切斷聯繫。
- 奧斯汀·埃米利歐（英语：Austin Amelio） 飾演 德懷特／「紅鶯」（英语：Dwight (The Walking Dead)）：一名遭過家園放逐的流亡者，是摩根在維吉尼亞州的舊識。為了尋找失散的妻子，跟隨其足跡來到南部，直到不久前與妻子雪莉破鏡重圓，七年期間與她育有一子。
- 凱倫·大衛（英语：Karen David） 飾演 葛蕾絲·穆克吉／「鷺」（Grace Mukherjee / "Heron"）：前核電站運營長，獨自生存時結識摩根一行人，並與摩根相愛，曾經經歷腹中死產的不幸遭遇，後來收養已故同伴的女兒小摩。
- 克莉絲汀·伊凡吉莉絲塔（英语：Christine Evangelista） 飾演 雪莉／「椋鳥」（Sherry / "Starling"）：德懷特的愛妻，身心受創的她一路逃到南部，縱使丈夫一路南下尋找她，原本靠打仗尋找慰藉的她，最終在核災難來臨前才跟德懷特重歸於好，後來也生下一子。
- 珍娜·葉夫曼 飾演 瓊·多利／「藍樫鳥」（June Dorie / "Blue Jay"）：一名熱心的護士，擅長各種急救手段，曾連續失去年幼女兒與災後成婚的丈夫約翰，並在七年期間獨自在野外生存且躲避的搜捕。
- 鲁本·布雷茲（英语：Rubén Blades） 飾演 丹尼爾·薩拉查（英语：Daniel Salazar）：美籍薩爾瓦多裔移民，前黑影敢死隊（英语：Sombra Negra）成員，在災情中連續失去妻女，花費很長時間才走出陰影，還跟之前的同伴重逢。如今克服精神創傷，並帶領扳倒的抵抗軍。
- 丹尼爾·沙曼 飾演 崔伊·奧托（Troy Otto）：一位有魅力卻行事衝動的軍團領袖，數年前曾與麥蒂森為敵、被她用鐵錘狠狠重擊左側頭部。本應在水壩中喪生的他卻奇跡倖存，如今聽到麥蒂森統領後捲土重來。

### 常設演員
- 瑪雅·埃舍特（英语：Maya Eshet） 飾演 莎曼珊·「珊姆」·克倫尼克／「伯勞」（Samantha "Sam" Krennick / "Shrike"）：的實際首領，負責處理組織一切事務且看管麾下人員，必要時會非常冷血無情，不惜一切手段都要維護組織。
- 丹尼爾·拉希德（Daniel Rashid）飾演 班傑明·「班」·克倫尼克／「鹤」（Benjamin "Ben" Kennick / "Crane"）：的幕後首領，目睹父親身亡後與妹妹珊姆共同管理組織，一向不會露面，頂替已故父親的身份並靠變聲器交談。
- 柔伊·默錢特（Zoey Merchant）飾演 摩根／「鹪鹩」（Morgan / "Wren"）：摩根和葛蕾絲的8歲養女，小名「小摩」（Mo），父母雙雙死去後一度由摩根撫養，直到被無以為繼的摩根託付給養大。
- 潔拉·華爾頓（Jayla Walton）飾演 奧德莎·桑德森／「鳩鴿」（Odessa Sanderson / "Dove"）：的級長（Prefects），作為小摩的前輩，與她交情最深；身份實為七年前與摩根和麥蒂森邂逅的女子艾娃的女兒。
- 蓋文·沃倫（英语：Gavin Warren） 飾演 「燕雀」（"Finch"）：德懷特和雪莉的7歲兒子，在的擁護下成長，同時被父母秘密保護。
- 伊沙·布萊克（Isha Blaaker）飾演 法蘭克（Frank）：史特蘭七年期間認識的德裔丈夫，與他一同照顧兒子克勞斯。
- 朱利安·格雷（英语：Julian Grey） 飾演 克勞斯（Klaus）：史特蘭無血緣關係的養子，七年來被他與法蘭克養大。
- 蘭迪·伯納萊斯（Randy Bernales）飾演 羅素（Russell）：崔伊的左右手，負責幫他管理組群中的一切事物並匯報。

### 客串演員
- 強納森·梅德納（Jonathan Medina）飾演 亞卓安（Adrian）：丹尼爾帶領的反抗軍一份子，其女兒漢娜數年前被擄走，思女心切之下找上瓊合作。
- 麥可·B·賽爾維（英语：Michael B. Silver） 飾演 克倫尼克少將（Maj. Gen. Krennick）：珊姆和班兄妹的父親，原是的最高指揮官，卻在災情初期時陣亡而淪為行屍，成為他們兄妹極力逃避的對象。
- 姬莎·提莉斯（Keisha Tillis）飾演 珍妮·瓊斯（Jenny Jones）：摩根的已故妻子，在災情初期時因高燒而死，屍變後的一段時間裡徘徊在小鎮周圍，被摩根以失去兒子的代價而忍痛殺死。
- 亞卓安·卡利·特納（Adrian Kali Turner）飾演 德維恩·瓊斯（Duane Jones）：摩根的已故兒子，當初因摩根不願殺死屍變的妻子而不幸喪生，十多年來被摩根用鐵鏈鎖在屋子閣樓。
- 亞莉莎·內桑森（英语：Alexa Nisenson） 飾演 查莉／「鋼鐵虎」（Charlie / "Iron Tiger"）：一位棄暗投明的小女孩，起初身為敵人間諜，但良心未泯的她靠長時間彌補來得到救贖，七年期間接受的治療而痊愈輻射中毒。
- 亞歴克斯·莫夫（Alex Morf）飾演 馬蒂（Marty）：強盜團首領，如今佔領救世軍的荒廢總部「聖殿」，並繼承救世軍的一部分行事手段，偶然之下與德懷特發生衝突。
- 艾莉西亞·戴南-卡瑞 飾演 艾莉西亞·克拉克（英语：Alicia Clark）：麥蒂森的女兒，原先誤以為母親已死而繼承其理念，七年前靠堅韌的精神力奇跡克服感染後，留在核荒原中幫助他人，一路撐到現在而最終與麥蒂森母女重逢。

## 集數
| 總集數 | 集數 （季） | 標題                                                  | 導演             | 編劇                                         | 首播日期       | U.S.收視人數 （百萬） |
| --- | ----------- | ----------------------------------------------------- | ---------------- | -------------------------------------------- | -------------- | --------------------- |
| 102 | 1           | 銘記被他們奪走的事物 Remember What They Took from You | 麥可·E·薩崔斯密  | 伊恩·高德堡 & 安德魯·查布里斯                | 2023年5月14日  | 0.56                  |
| 隨著迅速網捕渡海途中的葛蕾絲一行人，麥蒂森一度掩護摩根帶著養女小摩逃離組織，自己卻因為身體虛弱而再度被抓獲。時間不知不覺過了七年，仍是囚徒的麥蒂森落入一心求死的絕境，直到一名受組織教育成長的8歲女孩「鹪鹩」過來向她求助，源於她殺行屍時會不由自主地“恐懼”。麥蒂森靠她找到逃跑時機，卻發現鹪鹩實為被組織抓回來的小摩，因此將小摩帶出所在的喬治亞州海島，返回內陸去找父親摩根。然而物是人非，摩根也已成為組織的兒童收集者，堅持要將小摩帶回組織以確保她能“平安成長”。麥蒂森觀察到摩根的樣子都跟七年前的自己如出一轍，因此只能想辦法不讓摩根與組織取得聯繫。三人被迫跨越滿是行屍的樹沼，過程中躲回摩根七年前帶小摩藏身過的船屋，但小摩靠周遭環境以及屋子散落的物品，迅速回想起自己兒時的生死經歷。摩根不得已供述自己七年前無法保護小摩，因此被迫將她託付給。就在屍群幾近推翻船屋時，一同為賣命的葛蕾絲及時趕到救下她們三人，然而她很快聯繫組織而將麥蒂森和小摩分別帶回去。由於初次見識到外界以及真正父母，使小摩心裡獲得自由意志，同時不再受恐懼影響而邁出第一步。的首領姑且對小摩既往不咎，同時決定將摩根解職且等待處分。                                                                        |             |                                                       |                  |                                              |                |                       |
| 103 | 2           | 藍樫鳥 Blue Jay                                       | 海瑟·卡皮埃洛    | 安德魯·查布里斯 & 伊恩·高德堡                | 2023年5月21日  | 0.47                  |
| 代號「藍樫鳥」的瓊在某一時刻逃脫掌控，流亡野外的同時屢次伏擊組織的巡邏隊，並切下且取走每一名成員扣扳機的食指，以確保他們不會再傷害別人，其中包括二當家「伯勞」的手指。直到一天，瓊意外攔截德懷特和雪莉所搭乘的巡邏船，夫妻倆同樣在組織中取得一席之地，同時生下一子「燕雀」。德懷特表示此行是為了幫燕雀動闌尾炎的手術，因此希望醫術高超的瓊代替工作。瓊勉強答應而將他們一家帶至自己曾為組織效力的火車廂實驗室中，該處堆滿恐怖的人體實驗器械及屍變的受試對象。一名因女兒被奪走的父親亞卓安同樣尾隨進入車廂中，屢次強求瓊能與自己所效力的抵抗軍並肩作戰，但最終隔著車廂門找到屍變的年幼女兒。瓊坦白自己原先協助組織嘗試開發病毒解藥，效仿七年前艾莉西亞撐過感染的過程而開發出“輻射療法”，但隨著大批受試者犧牲而不願再助紂為虐、逃離組織。絕望的亞卓安諒解瓊的行徑後，自願走入女兒所在的車廂中自盡。瓊雖然完成燕雀的手術，且答應跟德懷特一家跑路，然而伯勞帶隊重新攻佔車廂，威脅瓊回歸組織、繼續實驗，並割下瓊的食指作為報復，甚至在德懷特和雪莉面前讓燕雀被行屍咬傷受感染，以此推動瓊必須在短時間內完成解藥。另一方面，摩根和麥蒂森坐車被組織運往某處，直到麥蒂森捨身掩護摩根逃至野外。             |             |                                                       |                  |                                              |                |                       |
| 104 | 3           | 奧德莎 Odessa                                         | 朗·安德伍        | 安德魯·查布里斯 & 伊恩·高德堡                | 2023年5月28日  | 0.47                  |
| 隨著麥蒂森即將成為解藥開發的受試對象，直到小摩拉攏自己的級長「鳩鴿」闖入實驗室一睹的可怕內幕，她們最後選擇與瓊共同解救麥蒂森，並將伯勞挾持走。伯勞為保命而供述自己身為創始者的女兒、本名珊姆·克倫尼克，使麥蒂森決定奪取組織記載所有被拐小孩身份與來歷的名冊，將其公開出去以證明組織的謊言。這時，由所有被拐小孩的父母們所組成的抵抗軍截住她們，軍團領袖則是七年前被驅離的丹尼爾；麥蒂森得以跟老同伴重逢。兩方人決定合作扳倒，麥蒂森、瓊與鳩鴿挾持著伯勞回到島上與首領對峙。由於首領拒絕公開露面，忍無可忍的麥蒂森一錘打碎審訊室的雙面鏡，發現首領的真面目其實是伯勞的親哥哥班·克倫尼克、代號「鶴」。兄妹倆供述他們12年前親眼目睹父親在出任務時喪生，從此接過父親打算重建並“擴張”文明的使命，同時盡其所能地避免其他孩子體會到他們所經歷過的“失去父母”之絕望感。而名冊證實鳩鴿的本名為「奧德莎」，身為麥蒂森與摩根於七年前在海邊邂逅過的艾娃之女。悲痛於母親喪生的鳩鴿，希望破滅之下選擇留在組織內。麥蒂森和瓊則被丹尼爾收納進抵抗軍中，想辦法拯救其他小孩，並打算搶先找到摩根。沒有就此罷手的伯勞返回父親喪生、行屍盤踞的貨運碼頭，意圖靠內部的“貨物”挽回局勢。                                   |             |                                                       |                  |                                              |                |                       |
| 105 | 4           | 金縣 King County                                      | 肯尼斯·雷夸      | 安德魯·查布里斯 & 伊恩·高德堡                | 2023年6月4日   | 0.46                  |
| 摩根一路逃回自己十年來都未回過的家鄉金縣，決定藉此機會了結多年前的遺憾、亦是終結死去兒子德維恩的屍態。但摩根卻仍不敢面對夢魘，無法步入兒子喪生的屋子，加上葛蕾絲與偷偷上車的小摩一路跟來，使摩根瞬間進退兩難。另外，德懷特和雪莉的兒子燕雀奇跡撐過瓊的輻射療法，但因為受性命要挾而迫使夫婦倆來到金縣奉命活捉摩根。不肯配合的摩根帶葛蕾絲和小摩躲入自己原先帶兒子藏身過的舊屋，取回由瑞克·格萊姆斯贈予的狙擊步槍展開攻防戰，但每當透過狙擊鏡都能看到死去的妻子珍妮。德懷特不惜放信號彈誘使屍群包圍屋子、將摩根逼出屋子，但決定給摩根一次“將功贖罪”的機會，放他回到其子喪生的屋子對峙。但摩根無法找到屍變的兒子而崩潰，準備從容地面對衛兵處決，直到德懷特和雪莉最終醒悟而殺死衛兵，用無線電指引雲雀以偷渡的形式逃離組織。但這時小摩被困在失火的舊屋閣樓中，跑上去營救的摩根最終在閣樓上找到原先被頭腦“不清醒”的自己鎖在上方的德維恩，為了拯救小摩而最終跨過心裡的坎，開槍殺死屍變的兒子，得以安葬妻小而撫平遺憾。但緊接著葛蕾絲不慎被行屍咬傷腹部，加上她七年前罹患過的輻射病情近期復發，使摩根想到能夠靠瓊的療法救她。為此摩根迅速接上剛剛一家團圓的德懷特和雪莉，開船趕往瓊的實驗室。            |             |                                                       |                  |                                              |                |                       |
| 106 | 5           | 更多的時間 More Time Than You Know                    | 海瑟·卡皮埃洛    | 大衛·強森 & 卡拉雅·蜜雪兒·史道沃斯           | 2023年6月11日  | 0.55                  |
| 葛蕾絲深感因患癌而越加虛弱的自己將撐不過治療，因此希望摩根父女倆帶去自己事先準備好的房間度過最後的時光，但無論是摩根和小摩都不願放棄救她。緊接著伯勞派兵開船追捕她們，還事先將實驗車廂轉移位置。不僅如此，德懷特和雪莉發現兒子燕雀的感染症狀復發，深感不安之下只能先聯繫瓊火速來解決。摩根只能與德懷特一家兵分兩路，自己划船帶葛蕾絲去找實驗車廂，而德懷特和雪莉帶兒子去葛蕾絲準備的房間靜養。瓊順路先去治療發高燒的燕雀，最後得知是源於她在療法中用的輻射劑量過少才沒能阻止感染擴散，意識到燕雀將性命不保後，希望德懷特夫婦能做好心理準備。摩根冒險引開追兵，讓小摩獨自帶著葛蕾絲沿著鐵軌找到實驗室，然而也發現鳩鴿帶領級長團聽令把守此處。小摩不懼怕他們的脅迫而將葛蕾絲安頓在實驗床上，然而不管怎麼做都無法讓葛蕾絲好受。但就在小摩不知所措時，臨終的葛蕾絲感謝女兒的陪伴，表示是小摩的存在才給當初準備自我了斷的自己與摩根更多活下去的時間，最後安詳地離開人世。但小摩目視著母親屍變清醒都無法對其下手，幾近送命之下被摩根及時營救。隨著伯勞來到車廂外表示“慰問”，小摩不想再體會這種錐心之痛，不顧摩根的勸阻而重新入伍完成的使命，勸不回女兒的摩根則被伯勞鎖入行屍包圍的實驗車廂中。         |             |                                                       |                  |                                              |                |                       |
| 107 | 6           | 血流成河 All I See Is Red                             | 麥可·E·薩崔斯密  | 伊恩·高德堡 & 安德魯·查布里斯                | 2023年6月18日  | 0.46                  |
| 摩根失去葛蕾絲後重回自己原先的週期性“精神崩潰”狀態，失控般的砍殺行屍才逃出車廂、與麥蒂森會合。另一邊，靠小摩的計策而將碼頭內的幾千隻行屍引至樹沼內限制行動、逐一殺死，伯勞交代他們要找出身上攜帶裝有重要座標之望遠鏡的已故克倫尼克將軍，但行屍數量過多使小摩一個人難以應付。摩根想辦法克制自己的精神狀況，受麥蒂森掩護下獨身去救女兒，最後費一番力氣才與女兒一起從樹沼中脫困。伯勞趕來時重遇從沼澤中爬出的屍變父親，內心陷入懊悔之下被父親咬傷脖子，麥蒂森和摩根以他們的所見與訓誡，奮力勸降班與級長團。伯勞最終被綁在瓊的實驗床上等待制裁，但德懷特決定順從兒子死前的遺願，瓊便允許班前來親手將伯勞安樂死，並將班逐出。安葬完死去的兒子後，德懷特和雪莉因打擊而一拍兩散。經此一役走出十年陰霾的摩根與麥蒂森一行人別過，決定帶女兒小摩北上尋找老同伴瑞克·格萊姆斯，在此期間回到自己初遇伊斯特曼的小屋安葬葛蕾絲，就此伴隨女兒踏上全新旅程。麥蒂森擔起領袖一職，準備充分利用獲得的座標，想辦法找到其他孩子的父母，並用廣播呼籲其他的倖存者前來庇護。在某處，一名手持史特蘭的墨鏡、砸死崔伊·奧托所用的鐵錘、以及艾莉西亞手骨義肢的“神秘人士”，聽到廣播後準備前去“問候”。                           |             |                                                       |                  |                                              |                |                       |
| 108 | 7           | 安東 Anton                                            | 達娜·加史亞      | 娜茲琳·喬杜里 & 賈斯汀·波伊德                | 2023年10月22日 | 0.54                  |
| 史特蘭七年前因為暴君時期的行徑而被逐出集體，求生時遇到一群原是德國旅行團的倖存者，被收留至他們建立的酒店社區中。七年來，史特蘭洗心革面，化名「安東」並學會說德語，與德裔男子法蘭克相愛並領養兒子克勞斯，決定好好珍惜艾莉西亞賜予他的第二次機會。直到遭受敵襲的麥蒂森逃到酒店避難，使史特蘭不可置信地與她重逢，卻害怕暴露過去而不情願幫助麥蒂森。這時，追殺麥蒂森的軍團副手羅素來到酒店門口尋人，史特蘭為了保護家人而決定將麥蒂森交出去，但麥蒂森搶先說服單純的克勞斯將自己帶至一座安全的圖書館藏身。史特蘭只好取回七年前掌權塔樓時的劍動身去救兒子，期間向為身邊的法蘭克簡單交代自己的過往。史特蘭在圖書館雖然將克勞斯救離，自己卻與麥蒂森共同被行屍包圍，並向麥蒂森兒子交代自己被艾莉西亞拯救的經過。兩人最後被羅素抓獲帶回酒店，與法蘭克、克勞斯在內的居民一同淪為人質。麥蒂森不可置信地發現敵對軍團的領袖，竟是本應在墨西哥岡澤勒斯水壩中被自己打死的崔伊·奧托。懷著私人恩怨的崔伊當眾公開麥蒂森和史特蘭的真實過去，還意圖將麥蒂森建立的據為己有。所幸丹尼爾率軍到場救走麥蒂森、史特蘭與其他居民，但崔伊卻拋出艾莉西亞的義肢、透漏自己已“殺死”艾莉西亞，使麥蒂森一怒之下決定與他開戰。        |             |                                                       |                  |                                              |                |                       |
| 109 | 8           | 鋼鐵虎 Iron Tiger                                     | SJ·梅恩·穆尼奥斯 | 尼克·伯納頓 & 雅各·平尼恩                    | 2023年10月29日 | 0.52                  |
| 露西七年來被安排在一座能提煉石油的離島上煉油，藉以換取丹尼爾的自由。直到麥蒂森、史特蘭與丹尼爾帶隊來到島上尋找能與崔伊對抗的汽油，使這群老同伴在同一座地點相會。但露西為了兼顧石油工程與照顧同伴而拒絕參戰，同時不情願地展示七年來接受治療而康復的「鋼鐵虎」查莉。丹尼爾欣喜地與她們倆久別重逢，但也讓麥蒂森獲知查莉槍殺過尼克。怒火中燒的麥蒂森不接受查莉的道歉，表示唯一既往不咎的條件即是殺死崔伊，查莉留下火化尼克的骨灰罐後，獨自開汽油車前去崔伊佔領的酒店交涉。然而查莉抵達時遭到俘虜，被脫鞋赤腳綁在玻璃碎片中央，崔伊以她的命威脅麥蒂森供出所在處。麥蒂森見到骨灰罐後拋棄念頭，帶領丹尼爾一行人迅速趕到酒店門口。但查莉卻從衛兵身上奪下手槍，不願讓麥蒂森再次因自己而失去家園，憑藉自己的意志舉槍自盡。失去籌碼的崔伊突然得知自己的養女翠西失蹤，驚慌失措地四處尋找她，向麥蒂森坦白自己手下的孩子們同樣需要作為避風港，還揭露翠西的母親亦是“因麥蒂森而死”。麥蒂森一方只能先行撤退，將查莉的遺體帶回去安葬，悲痛不堪的丹尼爾就此跟麥蒂森決裂，決定從此全力保護僅剩的家人露西。灰頭土臉的麥蒂森懊悔自己這次的過失，將領導權交付給史特蘭後自謀生路。                                       |             |                                                       |                  |                                              |                |                       |
| 110 | 9           | 聖殿 Sanctuary                                        | 菲爾·麥克勞克林  | 賈斯汀·波伊德 & 大衛·強森                    | 2023年11月5日  | 0.50                  |
| 德懷特自從失去兒子後與雪莉分開，獨自返回自己與雪莉的老家住宅中自我逃避。直到一名罹患糖尿病的男子傑伊進門求助，其裝有胰島素的包袱被一夥強盜搶走，而團夥如今佔領已荒廢多年的救世軍總部聖殿。有過相似經歷的德懷特不情願地協助傑伊，潛入聖殿拿回胰島素，過程中將一名衛兵菲爾扔進火爐中燒死，回去後卻發現傑伊早已病死。而雪莉、瓊、以及鳩鴿隨後上門打算將德懷特接回，以讓他重新擔任教官作為備戰。眼看德懷特、雪莉和瓊都被各自的創傷所影響，絕望的鳩鴿決定自謀生路卻遭到聖殿的強盜伏擊，腹部中槍之下被迫折返。強盜首領馬蒂尾隨她來到住宅前準備為菲爾報仇，德懷特三人為了幫鳩鴿取出子彈而溜回聖殿內進行手術。但隨著馬蒂帶領強盜趕回，攻防戰的槍聲引來大量行屍入侵，造成年久失修的聖殿即將崩塌。危機情況使德懷特、雪莉和瓊分別正視陰影、各盡其責，德懷特開門放出火爐內屍變的菲爾咬死馬蒂，最後集體藏身進停運的火爐內，順利完成手術而挽救鳩鴿一命。經此一役重獲信心的一行人走出毀於一旦的聖殿，德懷特和雪莉同時看到一隻燕雀停在上方而重燃希望，決心為捍衛未來繼續奮戰。與此同時，接任領導權的史特蘭搶先找到崔伊的養女翠西，但並沒有傷害她、而是將她安頓在舒適的環境中，作為拯救的關鍵。                   |             |                                                       |                  |                                              |                |                       |
| 111 | 10          | 生生不息 Keeping Her Alive                            | 詹姆斯·阿姆斯壯  | 娜茲琳·喬杜里 & 卡拉雅·蜜雪兒·史道沃斯       | 2023年11月12日 | 0.47                  |
| 領導層針對史特蘭私自將翠西扣為人質的決定感到不滿，一行人決定用翠西進行談判、並將史特蘭無條件奉上，寄希望崔伊能放棄奪下。但史特蘭深知崔伊會食言，不惜以暴露PADRE地點的方式帶著翠西出逃，期間發現翠西佩戴著自己送給艾莉西亞的掛墜，因此找到麥蒂森後希望翠西帶領她們去艾莉西亞所在處。而丹尼爾為了讓崔伊感同身受而自願跟去，過程中將試圖用翠西做籌碼的史特蘭扔下車遺棄。被困路中央的史特蘭本即將喪命，卻目睹七年不見的SWAT裝甲車開回自己面前，並被車上的三名女子艾達、達拉與莎拉營救。艾達表示她們都是七年前被艾莉西亞在德州拯救的倖存者，如今正在四處行動來傳承其理念。而翠西將麥蒂森和丹尼爾引導至困於凍僵泥濘內的行屍群體中，最後找到一具失去左臂的女性行屍，但發現行屍並不是艾莉西亞。翠西表示該行屍實為自己的已故母親賽琳娜，當初因為深信艾莉西亞和麥蒂森母女的行善理念卻送了命。翠西趁史特蘭一行人趕來時逃跑，並將位置報告給崔伊，行屍群體也隨之掙脫出泥濘而繼續前行。另一方面，崔伊帶隊襲擊露西的貨車站，與瓊一行人發展為兩敗俱傷的局面，而一行人最終得知崔伊準備故伎重演，用行屍群體將夷為平地再奪下。心慌意亂的麥蒂森決定自行處事，獨自開裝甲車前去與崔伊對峙。                            |             |                                                       |                  |                                              |                |                       |
| 112 | 11          | 攜手共戰 Fighting Like You                            | 海法·曼蘇爾      | 尼克·伯納頓 & 雅各·平尼恩 & 凱莉·珍·卡斯特羅 | 2023年11月19日 | 0.44                  |
| 崔伊開始開車引領行屍群體至所在處，但他突然被不明陷阱埋伏而導致肩膀受傷，迫使無助的翠西回頭向麥蒂森求助。危機情況使麥蒂森和崔伊達成共識，麥蒂森協助崔伊安葬已故妻子賽琳娜，而崔伊交代行屍群體的具體位置以結束衝突。崔伊同時揭示賽琳娜當初左臂被咬、卻受艾莉西亞緊急截肢才保住一命，而賽琳娜同時決定追隨艾莉西亞的腳步而行善，卻使她遭遇搶劫而被殺害，才使悲憤的崔伊怪罪她們母女。這時，她們二人遭到先前被逐出的前首領班·克倫尼克挾持，其企圖帶領殘黨趁虛而入重奪，過程中揭示他與伯勞原先在棒球場營救麥蒂森，只是打算利用她對孩子們的思念來為賣命。麥蒂森一怒之下引來行屍吃掉班，自己卻與崔伊落入沼澤，但受愧疚驅使的崔伊最終將麥蒂森救上岸，還對趕到的女兒翠西揭露其母賽琳娜死前從未後悔自己的救人決定。崔伊為了女兒而決定一改常態，協助麥蒂森一方拆散行屍群體，並對自己人下令停止攻擊。就在兩方即將和談之際，麥蒂森假借握手言和的時機，手持艾莉西亞的義肢近距離捅死崔伊而永絕後患，表示自己不會犯和女兒一樣的錯才決定先下手為強。臨死之際的崔伊沒有怪罪麥蒂森，反而希望她照顧好翠西，甚至告知翠西身為“艾莉西亞的女兒”。震驚的麥蒂森還未問出所以然來，就發現身邊的翠西消失不見。                  |             |                                                       |                  |                                              |                |                       |
| 113 | 12          | 未來之路 The Road Ahead                               | 麥可·E·薩崔斯密  | 伊恩·高德堡 & 安德魯·查布里斯                | 2023年11月19日 | 0.44                  |
| 麥蒂森認清行善理念只會造成他人送命，又得知羅素繼續引領行屍進攻島嶼。而羅素被推入屍群前被迫在無線電中招供，遺體下落不明的艾莉西亞疑似還活著。麥蒂森決定與同伴就此分道揚鑣，但翠西不願認麥蒂森為家人而槍擊她後跑掉，最後找到屍變的崔伊後殺死並安葬。隔天清晨時，平安無事的史特蘭找到她，表示所有人因為麥蒂森的“壯烈犧牲”才平安逃出毀於一旦的島嶼。麥蒂森因懷裡的掛墜擋下子彈而倖免，回到島上奮不顧身點燃訊號彈，重演她在棒球場時的壯舉來掩護同伴平安逃離。為了紀念她，一行人將組織改名為「」，同時決定各散東西、建立不同的社區以延續麥蒂森的理想。丹尼爾與史特蘭正式和解，瓊收留奧德莎為弟子並返回亡夫約翰遺留的小屋為起點，德懷特和雪莉決定繼續幫孩子們尋找失散父母並重建毀滅的聖殿。出乎意料的是，翠西獨自跑回島上救出大難不死的麥蒂森，而存活到至今並靠無線電一路跟來的艾莉西亞更是奇跡現身在她們面前，與麥蒂森最終母女團圓；艾莉西亞同時澄清翠西是崔伊的真正女兒。麥蒂森欣慰其他同伴的未來走向，決定隱瞞她們母女還活著的實情。艾莉西亞偷偷歸還收養多年的丹尼爾的貓「剎車痕」，在史特蘭的卡車上放了一朵藍色矢車菊。一家三口最後在遠處與多年的同伴們至別，重返家鄉洛杉磯重建家園、迎向全新未來。 |             |                                                       |                  |                                              |                |                       |

## 外部連結
- 官方网站
- 互联网电影数据库（IMDb）上《驚嚇陰屍路》的资料（英文）